# Mattias Öhlund
	Kenneth Mattias Öhlund (ur. 9 września 1976 w Piteå) – szwedzki hokeista, reprezentant Szwecji, czterokrotny olimpijczyk.

## Kariera klubowa
- Piteå HC (1992-1994)
- Luleå HF (1994-1997)
- Vancouver Canucks (1997-2004)
- Luleå HF (2004-2005)
- Vancouver Canucks (2005-2009)
- Tampa Bay Lightning (2009-2011)

Wychowanek klubu Piteå HC. Następnie zawodnik Luleå HF. W drafcie NHL z 1994 został wybrany przez Vancouver Canucks. W tym klubie występował od 1997 roku przez 11 sezonów. Od lipca 2009 roku zawodnik Tampa Bay Lightning, związany z klubem 7-letnim kontraktem. W lidze NHL po raz ostatni wystąpił w sezonie NHL (2010/2011) w kwietniu 2011. Od tego czasu zmagał się z kontuzją obu kolan.

## Kariera reprezentacyjna
Uczestniczył w turniejach mistrzostw świata w 1997, 1998, 2001, Pucharu Świata 2004 oraz zimowych igrzysk olimpijskich 1998, 2002, 2006, 2010.

## Sukcesy

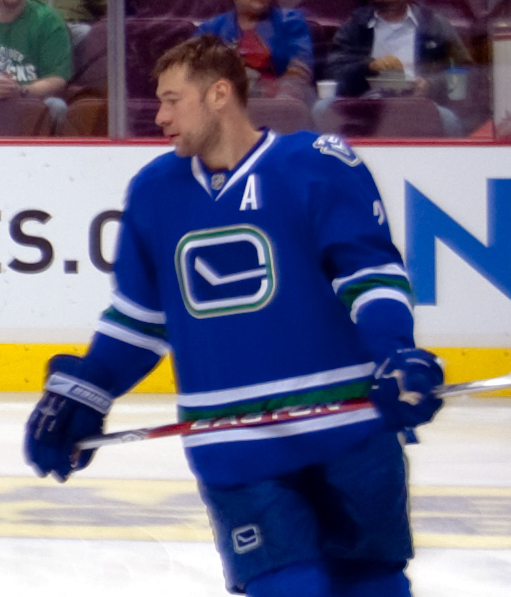
Mattias Öhlund w barwach Vancouver Canucks (2009)

- Złoty medal mistrzostw Europy juniorów do lat 18: 1994
- Srebrny medal mistrzostw świata juniorów do lat 20: 1994, 1996
- Srebrny medal mistrzostw świata: 1997
- Złoty medal mistrzostw świata: 1998
- Brązowy medal mistrzostw świata: 2001
- Złoty medal zimowych igrzysk olimpijskich: 2006

Klubowe
- Złoty medal mistrzostw Szwecji: 1996 z
- Srebrny medal mistrzostw Szwecji: 1997
- Mistrz Dywizji NHL: 2004, 2007 z Vancouver Canucks

Indywidualne
- Mistrzostwa Europy juniorów do lat 18 w hokeju na lodzie 1994:
  - Skład gwiazd turnieju
  - Najlepszy obrońca turnieju[5]
- Elitserien 1995/1996:
  - Najlepszy pierwszoroczniak sezonu
  - Årets Junior - najlepszy szwedzki junior sezonu
- Mistrzostwa świata juniorów do lat 20 w 1996:
  - Skład gwiazd
  - Najlepszy obrońca turnieju
- NHL (1997/1998):
  - NHL All-Rookie Team
- NHL (1999/2000):
  - NHL All-Star Game